# Sarotherodon linnellii
Sarotherodon linnellii es una especie de peces de la familia Cichlidae en el orden de los Perciformes.

## Morfología
Los machos pueden llegar alcanzar los 18,5 cm de longitud total.

## Distribución geográfica
Se distribuye con endemismo en el lago Barombi Mbo (oeste del Camerún).